# Муса II ібн Муса
Муса II ібн Муса аль-Кабір (араб. موسى بن موسى القسوي الكبير; бл. 788/789 — 26 вересня 862) — державний і військовий діяч Кордовського емірату, валі (намісник) Тудели у 840—842 і 843—862 роках й Сарагоси в 841—842 і 852—860 роках. Його лакаб аль-Кабір перекладається як Великий.

## Життєпис

### Боротьба проти франків
Походив з мувалладського роду Бану Касі. Син Муси I ібн Фортуна, валі Сарагоси. Народився у 788 або 789 році. Його батько загинув 789 або 790 року. Про молоді роки замало відомостей.
Перші відомості про діяльність Муси II відносяться до 820 року, коли допоміг Гарсії Галіндесу повалити Аснара I й захопити графство Хакка. Потім він разом з своїм родичем по материнській лінії Ініго I, королем Памплони, та графом Арагону брав участь у війнах з Франкською державою. У 822 році Рампо, граф Барселони, васал франкського імператора, атакував володіння муси, завдавши тому поразки. В результаті Бану Касі втратив землі біля річки Сегре. У 824 році Муса II відзначився у Третій Ронсевальській битві, що дозволила Наваррі й Арагону домогтись повної незалежності від франків.
Про подальшу діяльність до 838 року обмаль відомостей. Втім відомо, що став одним з військовиків еміра Абдаррахмана II. У 838—839 роках Муса ібн муса здійснював успішні походи проти астурійського графства Алава, де зруйнував фортецю Гарата.

### Повстання проти еміра
У 840 році повстав проти кордовського еміра у відповідь на плюндрування земель представника клану бану-Касі Абд-Ябарра ібн Касі братами Абдаллахом і Аміром ібн Кулайб, валі Сарагоси і Тудели відповідно. У відповідь проти Муси II виступив син еміра Мухаммед і Абд ал-Вахід ібн Язід Іскандерані. Військові дії завершилися замиренням, внаслідок чого муса отримав посади валі Тудели й Сарагоси. Цей факт свідчить про успішні дії військ Бану-Касі, якому допомагав король Памплони.
У 842 році брав участь у поході проти Астурії. Втім вступив у конфлікт з військовим очільником Убайдаллахом аль-Балансі за те, що Муса ібн Муса заборонив плюндрувати сусідні володіння короля Памплони. У відповідь емір Кордови позбавив Мусу усіх посад, призначивши на них аль-Харета ібн Вазі, що сплюндрував володіння Бану Касі.
У відповідь Муса захопив Тудели, звідки за допомоги басків і загонів з Памплони, став здійснювати напади на Кордовський емірат. Але аль-Харет ібн Вазі завдав поразки військ Бану Касі у битві під Борхою, а потім ще раз переміг одного з синів Муси, якого наказав стратити. Зрештою Муса II опинився в облозі в Туделі, де зрештою мусив підкоритися аль-Вазі, передавши тому Туделу. Втім той бажав захопити Мусу. 843 року на допомогу останньому прийшло памплонське військо на чолі з інфантом ]Гарсією Інігесом. Невдовзі Муса і Гарсія у битві біля міста Тсалма завдали поразки аль-Вазі, який потрапив у полон. В результаті Муса ібн Муса став знову паном Тудели.
Натомість проти нього виступило військо на чолі з сином еміра Мухаммедом. Муса опинився знову в облозі в Туделі, де вкотре підкорився ворогові, залишивши Тудели. В його володіннях залишився лише замок Арнебо. Проте не брав участь у наступному поході проти королівства Памплона.
Протягом 844 року збирав війська для нового повстання. Втім в цей час отримав звістки стосовно атаки вікінгами атлантичного узбережжя Кордовського емірату, які сплюндрували околиці Лісабону, захопили Кадіс і Медіну-Сидонію. Потім вікінги піднялися на суднах вгору Гвадалквівіром і захопили Севілью, зробивши її базою для своїх подальших набігів. Абдаррахман II відмовився від наміру розпочати війну з Мусою II і направив зібране до цього часу військо проти норманів. Емір звернувся з особистим листом до глави Бану Касі, в якому, визнаючи заслуги його родини, закликав Мусу виступити проти спільних ворогів. Той погодився, рушив до Севільї, в той час, як емір продовжив збір нового війська для боротьби з вікінгами. Біля Севільї Муса II несподіваним нападом із засідки знищив великий загін вікінгів, які виступили з міста для набігу. Ця перемога мусульман змусила норманів залишити Севілью. 11 листопада військо, зібране еміром, і ополчення місцевих жителів у битві біля Таблади завдало супротивнику ще однієї поразки. Втративши більшу частину воїнів і судів, залишки норманів були змушені залишити Піренейський півострів.
У 845 році Муса ібн Муса знову повстав проти кордовського еміра, отримавши допомогу від Ініго I, короля Памплони. Втім захоплення Гішамом, сином еміра, міста Тудели Муса замирився з Абдаррахманом II. Син Лубб ібн Муса вирушив до Кордови, де поступив до емірського війська. У 846 році муса знову повстав, але вкотре зазнав поразки від Гішама, тому підкорився емірові. У 847 році спільно з королем Памплони знову повстав проти Кордовського емірату. Але проти нього виступили війська на чолі з Мухаммедом, сином еміра, які швидко змусили Мусу підкоритися. Також він не надав військової допомоги союзникові Ініго I, столицю якого Памплону араби захопили й сплюндрували.
У 850 році Муса ібн Муса знову повстав. Діяв спільно з королем Памплони, захопивши міста Тарассону і Борху. Але ще раз був приборканий еміровими військами. Для гарантії передав Абдаррахману II свого сина Ісмаїла як заручника.

### Походи проти Астурії і Барселони
У 851 році надав допомогу повсталим баскам проти астурійського короля Ордоньйо I. Того ж року у 2-денній запеклій битві біля Альбельде Муса ібн Муса завдав тяжкої поразки астурійцям. В нагороду за це емір 852 року призначив Мусу валі Сарагоси та валі усього аль-Тагр аль-Ала (Верхньої Марки).
У 853 році відбив напад з боку франкського війська на чолі із Саншем II, герцогом Васконії, і Еменоном, графом Перігора, захопивши цих очільників у полон.
У 855—856 роках здійснив низку успішних походів до астурійської області Алава. У 856 році виступив проти Одалріка, графа Барселони, захопивши кілька замків, зокрема Терассу і Таррегу. Втім не зміг захопити Барселону, сплюндрувавши усе графство. За цей успіх отримав прізвисько «Меч кордовців». При цьому захопив значну здобич, на яку перебудував мечеть у Сарагосі.
У 859 році домігся, щоб його син Лубб став валі Толедо. В результаті під владою клану Бану Касі опинилися значні території: центр і північ Піренейського півострова, включаючи міста Тудела, Сарагоса, Уеска й Толедо. До того часу Хроніка Альфонсо III відносить таке повідомлення:
|  | …Через ці перемоги Муса запишався настільки, що наказав своїм людям називати його третім королем Іспанії…» |

### Занепад влади
У 858 році король Памплони Гарсія I розірвав союз з Бану Касі. Натомість було укладено союз з Астурією. У 859 році проти Памплони виступив Муса II. У вирішальній битві, відомої як Друга битва при Альбельді, військо Бану Касі зазнало тяжкої поразки. Муса зазнав поранення й втік до Тудели, ворогу дістався увесь табір з величезною здобиччю.
У 860 році емір Мухаммед I позбавив Мусу посади валі Сарагоси. Втім Муса долучився до походу проти Памплони, яку було захоплено. 861 року розпочав перемовини щодо відновлення союзу з памплонським королем Гарсією I. Водночас того ж року Муса ібн Муса здійснив похід проти Барселонського графства.
862 році вступив у герць зі своїм зятем Ацраком ібн Салімом, валі Гвадалахари, який завдав Мусі тяжкого поранення, в результаті якого той помер.

## Родина
Відомо про двох дружин: Ассону, доньку Ініго I, короля Памплони, друга — Маймон, донька стрийка Захіра ібн Фортуна.
Діти:
- Лубб I ібн Муса (д/н—875), валі Толедо
- Мухаммед
- Мутарріф (д\н—873), валі Тудели
- Ісмаїл ібн Муса (д/н—889), валі Сарагоси і Леріди
- Фортун (д/н — після 882), валі Туделі
- син (д/н—842)
- Аурея (Орія), дружина Фортуна I, короля Памплони
- донька, дружина Ацрака ібн Саліма, валі Гвадалахари